# 茹基 (格洛比諾區)
49°27′8″N 33°9′35″E / 49.45222°N 33.15972°E
茹基（烏克蘭語：Жуки），是位於烏克蘭中部的村落，隸屬波爾塔瓦州的克雷門丘克區。該村處於蘇希卡加姆利克河畔，分別距離巴甫利夫卡和科洛米齊夫卡2公里、奧普里什基3公里，面積3.27平方公里，海拔高度91米，2001年人口632。